# Coume
Coume – miejscowość i gmina we Francji, w regionie Grand Est, w departamencie Mozela.
Według danych na rok 1990 gminę zamieszkiwało 540 osób, a gęstość zaludnienia wynosiła 36 osób/km² (wśród 2335 gmin Lotaryngii Coume plasuje się na 566. miejscu pod względem liczby ludności, natomiast pod względem powierzchni na miejscu 341.).